# Associazione Sportiva Cosenza 1981-1982
Questa pagina raccoglie le informazioni riguardanti l'Associazione Sportiva Cosenza nelle competizioni ufficiali della stagione 1981-1982.

## Risultati

### Campionato

#### Girone di andata
| 20 settembre 1981 1ª giornata | Cosenza | 1 – 1 | Barletta |  |

| 27 settembre 1981 2ª giornata | Matera | 1 – 2 | Cosenza |  |

| 4 ottobre 1981 3ª giornata | Cosenza | 2 – 1 | Marsala |  |

| 11 ottobre 1981 4ª giornata | Akragas | 1 – 0 | Cosenza |  |

| 18 ottobre 1981 5ª giornata | Cosenza | 1 – 1 | Brindisi |  |

| 25 ottobre 1981 6ª giornata | Savoia | 0 – 0 | Cosenza |  |

| 1º novembre 1981 7ª giornata | Cosenza | 2 – 1 | Alcamo |  |

| 8 novembre 1981 8ª giornata | Sorrento | 1 – 0 | Cosenza |  |

| 15 novembre 1981 9ª giornata | Cosenza | 1 – 0 | Turris |  |

| 22 novembre 1981 10ª giornata | Cosenza | 3 – 0 | Siracusa |  |

| 29 novembre 1981 11ª giornata | Messina | 2 – 1 | Cosenza |  |

| 6 dicembre 1981 12ª giornata | Cosenza | 1 – 0 | Potenza |  |

| 13 dicembre 1981 13ª giornata | Squinzano | 1 – 1 | Cosenza |  |

| 20 dicembre 1981 14ª giornata | Cosenza | 0 – 0 | Ercolanese |  |

| 3 gennaio 1982 15ª giornata | Monopoli | 1 – 0 | Cosenza |  |

| 10 gennaio 1982 16ª giornata | Cosenza | 2 – 1 | Modica |  |

| 17 gennaio 1982 17ª giornata | Martina | 1 – 0 | Cosenza |  |

#### Girone di ritorno
| 24 gennaio 1982 18ª giornata | Barletta | 1 – 0 | Cosenza |  |

| 31 gennaio 1982 19ª giornata | Cosenza | 1 – 1 | Matera |  |

| 7 febbraio 1982 20ª giornata | Marsala | 0 – 0 | Cosenza |  |

| 14 febbraio 1982 21ª giornata | Cosenza | 2 – 1 | Akragas |  |

| 21 febbraio 1982 22ª giornata | Brindisi | 1 – 0 | Cosenza |  |

| 28 febbraio 1982 23ª giornata | Cosenza | 1 – 0 | Savoia |  |

| 7 marzo 1982 24ª giornata | Alcamo | 1 – 1 | Cosenza |  |

| 21 marzo 1982 25ª giornata | Cosenza | 2 – 0 | Sorrento |  |

| 28 marzo 1982 26ª giornata | Turris | 3 – 0 | Cosenza |  |

| 4 aprile 1982 27ª giornata | Siracusa | 1 – 0 | Cosenza |  |

| 18 aprile 1982 28ª giornata | Cosenza | 1 – 0 | Messina |  |

| 25 aprile 1982 29ª giornata | Potenza | 2 – 2 | Cosenza |  |

| 2 maggio 1982 30ª giornata | Cosenza | 2 – 0 | Squinzano |  |

| 9 maggio 1982 31ª giornata | Ercolanese | 1 – 0 | Cosenza |  |

| 16 maggio 1982 32ª giornata | Cosenza | 2 – 1 | Monopoli |  |

| 23 maggio 1982 33ª giornata | Modica | 0 – 1 | Cosenza |  |

| 30 maggio 1982 34ª giornata | Cosenza | 2 – 0 | Martina |  |